# Hana Vacková
Hana Vacková (* 29. června 1954) je česká politička a středoškolská učitelka, v letech 2020 až 2024 zastupitelka Olomouckého kraje, členka Strany zelených.

## Život
Pochází z učitelské rodiny a vždy chtěla být učitelkou. Komunistický režim jí ale přístup na pedagogickou fakultu odepřel, a tak nejprve vystudovala ekonomii. Nakonec ale pedagogiku vystudovala a vyučuje český jazyk, výtvarnou výchovu a ekonomii na Gymnáziu Olomouc-Hejčín.
Hana Vacková má dvě dcery. Žije v Olomouci, konkrétně v části Nová Ulice. Je kritičkou byrokracie a plošných opatření, například státních maturit s monopolem Cermatu. Bojuje také za transparentní komunikaci a veřejnou správu. Hana Vacková získala v roce 2022 cenu Učitel roku Olomouckého kraje.

## Politické působení
Je členkou Strany zelených, od roku 2017 je spolupředsedkyní strany v Olomouckém kraji.
V komunálních volbách v roce 2014 kandidovala ještě jako nestraník za Stranu zelených na kandidátní listině subjektu "Občané pro Olomouc" (tj. Strana zelených, Piráti a nezávislí kandidáti) do Zastupitelstva města Olomouc, ale neuspěla. V krajských volbách v roce 2016 kandidovala již jako členka Strany zelených na kandidátce subjektu "Koalice pro Olomoucký kraj společně se starosty" (tj. KDU-ČSL a Strana zelených) do Zastupitelstva Olomouckého kraje, ale opět neuspěla.
Ve volbách do Poslanecké sněmovny PČR v roce 2017 byla lídryní Strany zelených v Olomouckém kraji, ale neuspěla. V komunálních volbách v roce 2018 vedla kandidátku Strany zelených do Zastupitelstva města Olomouc, ale rovněž neuspěla.
Ve volbách do Evropského parlamentu v květnu 2019 kandidovala jako členka Strany zelených na 24. místě kandidátky subjektu s názvem "Starostové (STAN) s regionálními partnery a TOP 09", ale nebyla zvolena.
V krajských volbách v roce 2020 byla z pozice členky Strany zelených zvolena zastupitelkou Olomouckého kraje, a to na kandidátce subjektu „Spojenci - Koalice pro Olomoucký kraj (KDU-ČSL, TOP 09, Strana zelených, ProOlomouc)“. Ve volbách do Poslanecké sněmovny PČR v roce 2021 byla lídryní Strany zelených v Olomouckém kraji, ale stejně jako celá strana ve volbách neuspěla.
Ve volbách v roce 2024 obhajovala z pozice členky Zelených mandát zastupitelky Olomouckého kraje, a to na kandidátce subjektu „Spojenci24 s vámi (KDU-ČSL, TOP 09, Strana zelených, Nestraníci)“, ale neuspěla a mandát se jí nepodařilo obhájit.
Ve sněmovních volbách v roce 2025 kandiduje v Olomouckém kraji z pozice členky Zelených na 10. místě kandidátní listiny Pirátů.